# ジャラル・ハッサン
ジャラル・ハッサン・ハチェム（Jalal Hassan Hachem, 1991年5月18日 - ）は、イラク・ディーワーニーヤ出身のサッカー選手。ポジションはゴールキーパー。イラク代表。

## タイトル

### アル・ザウラーSC
- イラク・プレミアリーグ： 2017-18
- イラクFAカップ： 2018-19
- イラク・スーパーカップ： 2017

### イラク代表
- ガルフカップ：2023